# Emiliania huxleyi
Emiliania huxleyi, por vezes abreviada como "EHUX", é uma espécie de cocolitóforo que possui uma distribuição global, desde os trópicos até as águas subárticas. É estudada devido aos blooms extensos que forma, em locais onde a água carece de nutrientes, após a reformação da termoclina de Verão. Tal como outros cocolitóforos, E. huxleyi faz parte do fitoplâncton unicelular, possuindo discos de calcite ornamentais (cocólitos ou escamas). Os cocólitos individuais são comuns em sedimentos marinhos, apesar de espécimenes inteiros serem mais comuns. No caso de E. huxleyi, não apenas a cobertura escamosa mas também a parte mole do organismo pode ficar registada nos sedimentos. Produz um grupo de compostos químicos que é muito resistente à decomposição. Esses compostos químicos, denominados alquenonas, podem ser encontrados nos sedimentos muito tempo depois de as partes moles destes organismos terem sofido decomposição. As alquenonas são usadas como pista para aferir as temperaturas à superfície da água.

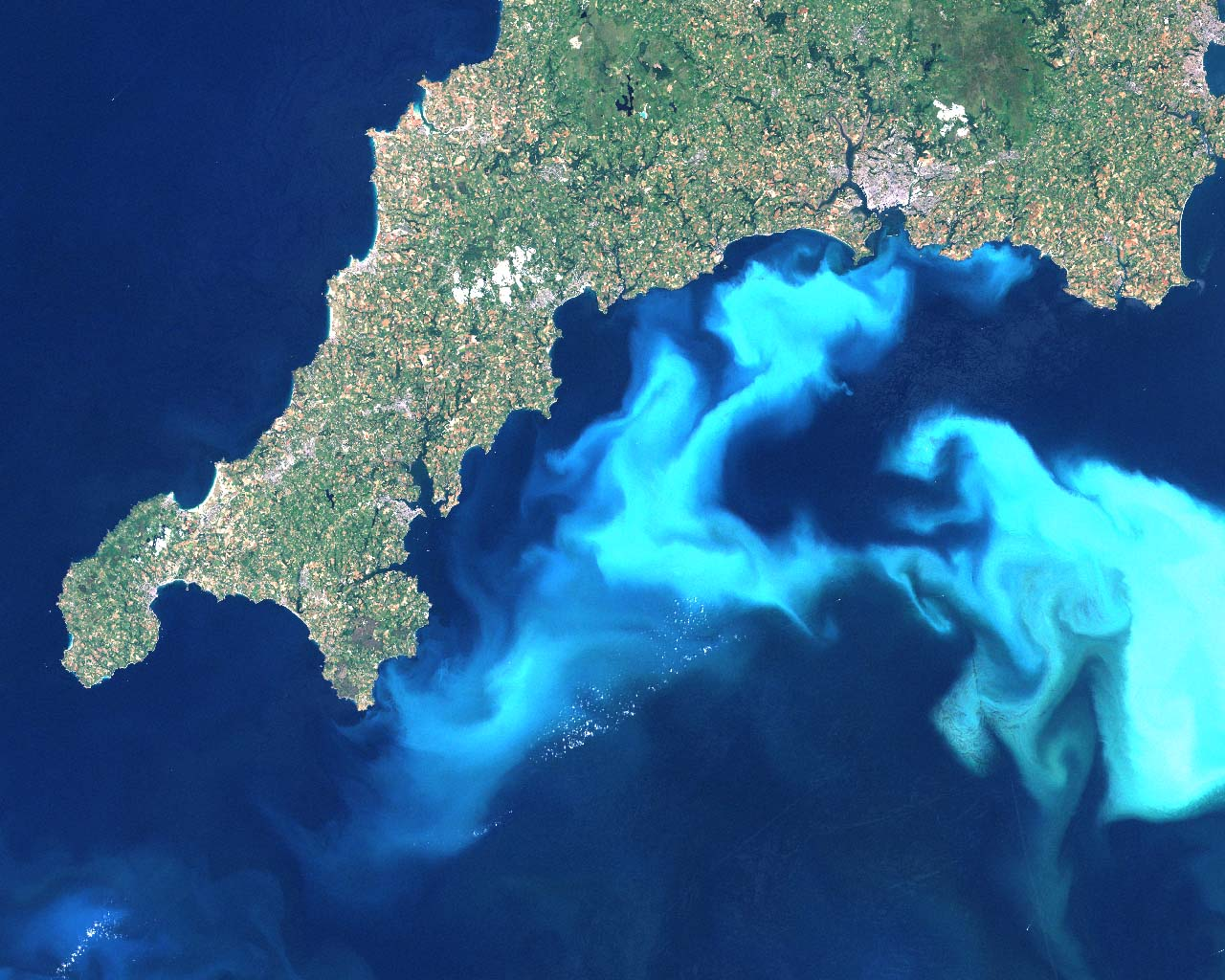
Imagem de satélite de um bloom de Emiliania huxleyi

Esta espécie foi nomeada em honra de Thomas Huxley. Os seus cocólitos são transparentes e incolores, mas são formados de calcita, que faz a reflacção da luz de maneira eficiente na coluna de água. Este facto e as altas concentrações causadas pelo contínuo descartar dos seus cocólitos, tornam os blooms provocados por esta espécie facilmente visíveis do espaço. Imagens de satélite mostram que os blooms podem cobrir grandes áreas (possivelmente > 100.000 quilómetros quadrados), com medições feitas a bordo de navios indicando que se trata a espécie de fitoplâncton dominante nessas condições.